# Torre Santa Maria di Leuca
La torre Santa Maria di Leuca era una torre costiera tardo cinquecentesca collocata sulla Punta Meliso di Santa Maria di Leuca. È scomparsa a metà Ottocento per la costruzione del faro.

## Storia
Costruita sotto il regno di Filippo II di Spagna, quindi dopo il 1556. Comunicava visivamente a nord con Torre Montelungo, anch'essa scomparsa, e a sud-ovest con Torre dell'Omomorto, quest'ultima invece ancora presente.
Nel 1576 fu dotata di un pezzo di artiglieria in bronzo lungo 7 palmi e mezzo, capace di sparare palle in ferro di due libbre.
Nel 1587 l'Università di Montesardo nomina suo procuratore Francesco Antonio Vincenti di Tricase al fine di recuperare dalla Regia Corte quanto pagato per la costruzione di alcune torri tra cui quella di Santa Maria di Leuca.
Nel 1697 i Sindaci delle Università di Barbarano e di Salignano sottoscrivono un atto notarile nel quale si impegnano ad eseguire i seguenti lavori di riparazione della torre di Santa Maria di Leuca: accomodare il lastrico del terrazzo, la scala interna, il ponte e l'intonaco interno ed esterno. Nel 1710 il castellano della torre detta di Santa Maria de Finibusterre era Onofrio Greco di Salignano.
La torre fu demolita quasi completamente durante i lavori di costruzione del faro (1859-1866). Ad oggi è ancora visibile una porzione della struttura muraria esterna consistente in alcuni filari di conci squadrati, circa 45 metri a sud del faro.